# Michel Cahen
Michel Cahen (Estrasburgo, 9 de setembro de 1953) é um historiador francês e gestor de investigação do Centro Nacional de Investigação Científica. É especialista da história política da África lusófona.

## Biografia
Filho de Claude Cahen, depois de estudar história na Sorbonne, em 1982 tornou-se investigador associado do laboratório «Tiers monde, Afrique» (na Universidade de Paris-VII/Centro Nacional de Investigação Científica), tendo ocupado o cargo até 1990. Em 1988, foi investigador do Centro de Estudos da África Subsariana (CEAN), um grupo de investigação associado ao Instituto de Estudos Políticos de Bordéus e ao CNRS. Em 1994, juntamente com Christian Geffray e Christine Messiant, fundou uma revista trilingue (em francês, inglês e português) de análises políticas: Lusotopie (1994-2009). Foi diretor adjunto do CEAN de 2003 a 2012, e membro da secção 33 do CNRS de 2008 a 2012. Dentro do Instituto de Estudos Políticos de Bordéus, fundou em 2002 um sector que permitiu que os estudantes desta instituição e da Faculdade de Economia da Universidade de Coimbra estudassem em ambas as instituições, em alternância, e recebessem um diploma duplo. Geriu os acordos de cooperação com os Países Africanos de Língua Oficial Portuguesa e o Brasil. De novembro de 2012 a outubro de 2013, foi professor catedrático de Lévi-Strauss, como investigador convidado, no Departamento de Sociologia da Universidade de São Paulo. É desde setembro de 2015 membro associado da Casa de Velázquez (Madrid), e do Instituto de Ciências Sociais da Universidade de Lisboa. Foi membro do Comité de Vigilância destinado aos Usos Públicos da História.

## Obras
- Documentation bibliographique d'histoire urbaine mozambicaine 1926-1974, Paris, Laboratoire Tiers-Monde/Afrique, Universidade Paris VII, 1983/1985, 130 p.
- Mozambique, la révolution implosée. Études sur douze années d'indépendance (1975-1987), éd. L'Harmattan, col. «Points de vue concrets», 1987
- Mozambique, analyse politique de conjoncture 1990, Indigo Publications, 1990
- Ethnicité politique. Pour une lecture réaliste de l'identité, L'Harmattan/Centro de Estudos da África Subsariana/Centro de Estudos Africanos, 1994
- La Nationalisation du monde. Europe, Afrique, l’identité dans la démocratie, éd. L’Harmattan, 1999
- Les Bandits. Un historien au Mozambique, Publicações do Centro Cultural Calouste Gulbenkian, 2002 ISBN 9789728462284 (traduzido em português)[5][2]
- La dialectique des secrets. Histoire et idéologie dans l’accouchement sous X et l’adoption plénière, éd. Karthala, 2004
- Le Portugal bilingue. Histoire et droits politiques d’une minorité linguistique: la communauté mirandaise, Rennes, Presses Universitaires de Rennes, 2009.[6]

Obras coletivas
- Bourgs et villes en Afrique lusophone, prefácio: Catherine Coquery-Vidrovitch, Paris, L'Harmattan, 1989[7]
- Pays lusophones d’Afrique. Sources d’information pour le développement. Angola, Cap-Vert, Guinée-Bissau, Mozambique, São Tomé e Príncipe, éd. Ibiscus, 2001